# THE BOOK (アルバム)
『THE BOOK』（ザ・ブック）は、2021年1月6日にソニー・ミュージックエンタテインメントから発売された、日本の音楽ユニット・YOASOBIの1作目のEP。

## 概要
「小説を音楽にするユニット」であるYOASOBIの結成以降初となるCD作品であり、2019年以降にリリースされた「夜に駆ける」から「群青」までのシングル5曲と新曲が収録される。7thシングル「怪物」と同時リリースされたが、同曲は収録されていない。
発売はCD+特製バインダー仕様の完全生産限定盤のみの1形態で、通常盤は発売されていない。また、「YOASOBI 応援店」を除いた完全生産限定盤の各店舗予約特典は、各楽曲をモチーフにした描き下ろしイラストが使用された、特製バインダー用オリジナルインデックスとなっている。
1月に発売した完全生産限定盤が即完売したため、2月13日には追加生産が決定し、3月24日にアンコールプレスが販売された。さらに11月18日には再アンコールプレスが決定し、11月30日から順次販売を開始した。
本作品発売同日にインストを除く7曲をボーカルのikuraではなく初音ミクが歌唱した『MIKUNOYOASOBI』をタワーレコード限定でサプライズリリースされることとなった。

## チャート成績
本作は、初週で74,601枚のセールスを記録し、「Billboard Japan Hot Albums」で第2位に初登場した。また同週の「Billboard Japan Download Albums」では10,069DLを売り上げ、初登場1位を果たしている。同チャートにおいてはその後も首位を維持し続け、結果的に5週連続1位を記録している。
ビルボードジャパンの2021年上半期チャートでは、総合アルバムチャート「Hot Albums」において上半期2位、ダウンロードアルバムチャートで上半期1位を記録している。
その後も新曲「三原色」のリリースや、ユニクロとのコラボなど話題が続き、発売から約半年が経った2021年7月14日公開の「Download Albums」で1,396DLを売り上げて、8週ぶり通算10度目となる首位を獲得した。

### 認定と売上
| 国/地域                                             | 認定     | 認定/売上数             |
| --------------------------------------------------- | -------- | ----------------------- |
| 日本 (RIAJ)                                         | ゴールド | 148,000（フィジカルCD)  |
| 日本 (RIAJ)                                         | 未公表   | 100,000（デジタル配信） |
| * 認定のみに基づく売上数 ^ 認定のみに基づく出荷枚数 |          |                         |

### 収録曲のチャート
| #  | 曲名             | Hot 100 | DL   | ST   | 出典   |
| -- | ---------------- | ------- | ---- | ---- | ------ |
| #2 | アンコール       | 8位     | 5位  | 9位  | [ 27 ] |
| #3 | ハルジオン       | 16位    | 34位 | 10位 | [ 28 ] |
| #4 | あの夢をなぞって | 42位    | -    | 25位 | [ 29 ] |
| #5 | たぶん           | 30位    | -    | 19位 | [ 30 ] |
| #6 | 群青             | 6位     | 2位  | 7位  | [ 31 ] |
| #7 | ハルカ           | 17位    | 48位 | 13位 | [ 32 ] |
| #8 | 夜に駆ける       | 2位     | 2位  | 3位  | [ 33 ] |

## 受賞
2021年3月3日に発表された全日本CDショップ店員組合の主催する『第14回CDショップ大賞2022』において、本作品が『THE BOOK 2』と共に入賞と特別賞に選出された。

## 収録内容
| 全作詞・作曲・編曲: Ayase。 |                                      |       |            |      |
| #                           | タイトル                             | 作詞  | 作曲・編曲 | 時間 |
| 1.                          | 「Epilogue」(インストゥルメンタル曲) | Ayase | Ayase      | 0:50 |
| 2.                          | 「アンコール」                       | Ayase | Ayase      | 4:31 |
| 3.                          | 「ハルジオン」                       | Ayase | Ayase      | 3:18 |
| 4.                          | 「あの夢をなぞって」                 | Ayase | Ayase      | 4:00 |
| 5.                          | 「たぶん」                           | Ayase | Ayase      | 4:16 |
| 6.                          | 「群青」                             | Ayase | Ayase      | 4:08 |
| 7.                          | 「ハルカ」                           | Ayase | Ayase      | 4:03 |
| 8.                          | 「夜に駆ける」                       | Ayase | Ayase      | 4:18 |
| 9.                          | 「Prologue」(インストゥルメンタル曲) | Ayase | Ayase      | 0:35 |
| 合計時間:                   | 合計時間:                            | 30:04 |            |      |

## タイアップ
| 起用年 | 楽曲             | タイアップ                                                                  |
| ------ | ---------------- | --------------------------------------------------------------------------- |
| 2020年 | あの夢をなぞって | フジテレビ系『とくダネ!』6月度お天気コーナーMONTHLY SONG                    |
| 2020年 | ハルジオン       | 超没入エナジードリンク「ZONe」IMMERSIVE SONG PROJECT書き下ろし楽曲          |
| 2020年 | ハルジオン       | フルリモート劇団「劇団ノーミーツ」第二回長編公演「むこうのくに」主題歌      |
| 2020年 | 群青             | ブルボン「アルフォートミニチョコレート」CMソング                            |
| 2020年 | たぶん           | 映画『たぶん』主題歌                                                        |
| 2020年 | アンコール       | Google Pixel 5,Pixel 4a (5G) CMソング                                       |
| 2021年 | ハルジオン       | Nintendo Switch テレビCMソング                                              |
| 2021年 | ハルカ           | 「アートアクアリウム展2021〜博多・金魚の祭り〜」イメージソング              |
| 2021年 | ハルカ           | タカラトミー 新触感液晶お世話トイ『ぷにるんず』CMソング                     |
| 2021年 | 群青             | ソニー「1000Xシリーズ」360 Reality Audio × THE FIRST TAKE YOASOBI編CMソング |
| 2021年 | 群青             | 全国高校生ダンス部応援企画「ダンス ONE プロジェクト’21」テーマ曲            |
| 2021年 | あの夢をなぞって | ダイハツ工業「タフト」"きっといい風”篇CMソング                              |
| 2022年 | 群青             | 第94回選抜高等学校野球大会入場行進曲                                        |

## クレジット
アンコール
Music / Lyrics : Ayase
Vocal : ikura
Novel : 水上下波「世界の終わりと、さよならのうた」
ハルジオン
Music / Lyrics : Ayase
Vocal : ikura
Novel : 橋爪駿輝「それでも、ハッピーエンド」
あの夢をなぞって
Music / Lyrics : Ayase
Vocal : ikura
Guitar Solo : Rockwell
Novel : いしき蒼太「夢の雫と星の花」
たぶん
Music / Lyrics : Ayase
Vocal : ikura
Guitar : Rockwell
Novel : しなの「たぶん」
群青
Music / Lyrics : Ayase
Vocal : ikura
Guitar : AssH
Chorus : ぷらそにか(みきまりあ / 早希 / 成田あより / suzu / 菜摘 / 元松美紅 / 小玉ひかり / てつと / 西山晃世 / masa)
Novel : alfort creative team「青を味方に」
ハルカ
Music / Lyrics : Ayase
Vocal : ikura
Novel : 鈴木おさむ「月王子」
夜に駆ける
Music / Lyrics : Ayase
Vocal : ikura
Guitar : Takeruru
Novel : 星野舞夜「タナトスの誘惑」